# نمایش ترسناک گریگوری (بازی ویدئویی)
نمایش ترسناک گریگوری که در ژاپن با نام نمایش ترسناک گریگوری: جمع‌آورندهٔ ارواح شناخته می‌شود یک بازی در سبک ترس و بقا می‌باشد که بر پایهٔ انیمهٔ سریالی سی‌جی‌آی به همین نام ساخته شده‌است. این بازی توسط کپ‌کام در ژاپن و اروپا منتشر گردید اما در آمریکای شمالی منتشر نشد.